# Louis de Gonzague Baillairgé
Pour les articles homonymes, voir Baillairgé.
Louis de Gonzague Baillargé, né le 18 février 1808 et mort le 20 mars 1896, est le fils de Pierre-Florent Baillairgé et petit-fils de Jean Baillairgé. Un descendant d'une famille distinguée par plusieurs personnages illustres dans les domaines de l'architecture et la sculpture sur bois, il choisit plutôt d'aller dans le droit.
Baillairgé a reçu ses études classiques au Petit Séminaire de Québec et en 1830, a été stagiaire de Philippe Panet et René-Édouard Caron par la suite. Baillairgé et Caron s'associa en 1844 et ils ont très bien réussi. Baillairgé est devenu très riche et bien connu pour sa philanthropie. À partir des années 1870, il aida beaucoup de personnes, de groupes et de communautés religieuses.